# Planell d'Ísop
El Planell d'Ísop és una petita plana del terme municipal de Conca de Dalt, al Pallars Jussà, al límit dels antics termes d'Hortoneda de la Conca i Claverol, a l'enclavament dels Masos de Baiarri.
Està situat a la meitat del curs de la llau de Perauba, just al lloc on hi aflueix la llau de Brunet, al capdavall -migdia- de les Costes de Baiarri i dels Rocs de Brunet.